# 櫻岡站
櫻岡站（日语：／ Sakuraoka eki */?）是屬於北海道旅客鐵道石北本線的鐵路車站，位於北海道旭川市東旭川町櫻岡。車站編碼為A34。

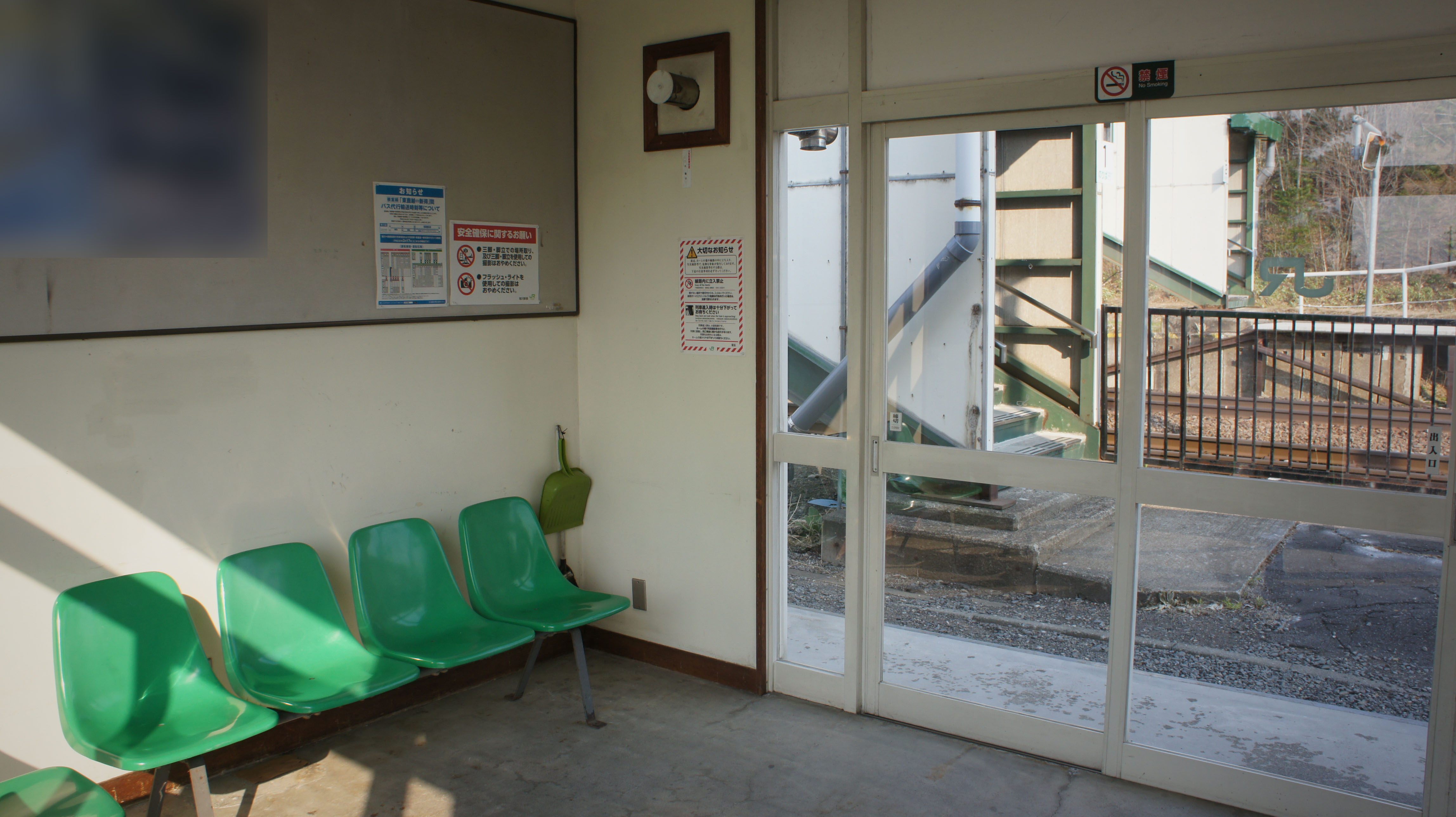
候車室內（2018年4月）

## 車站構造

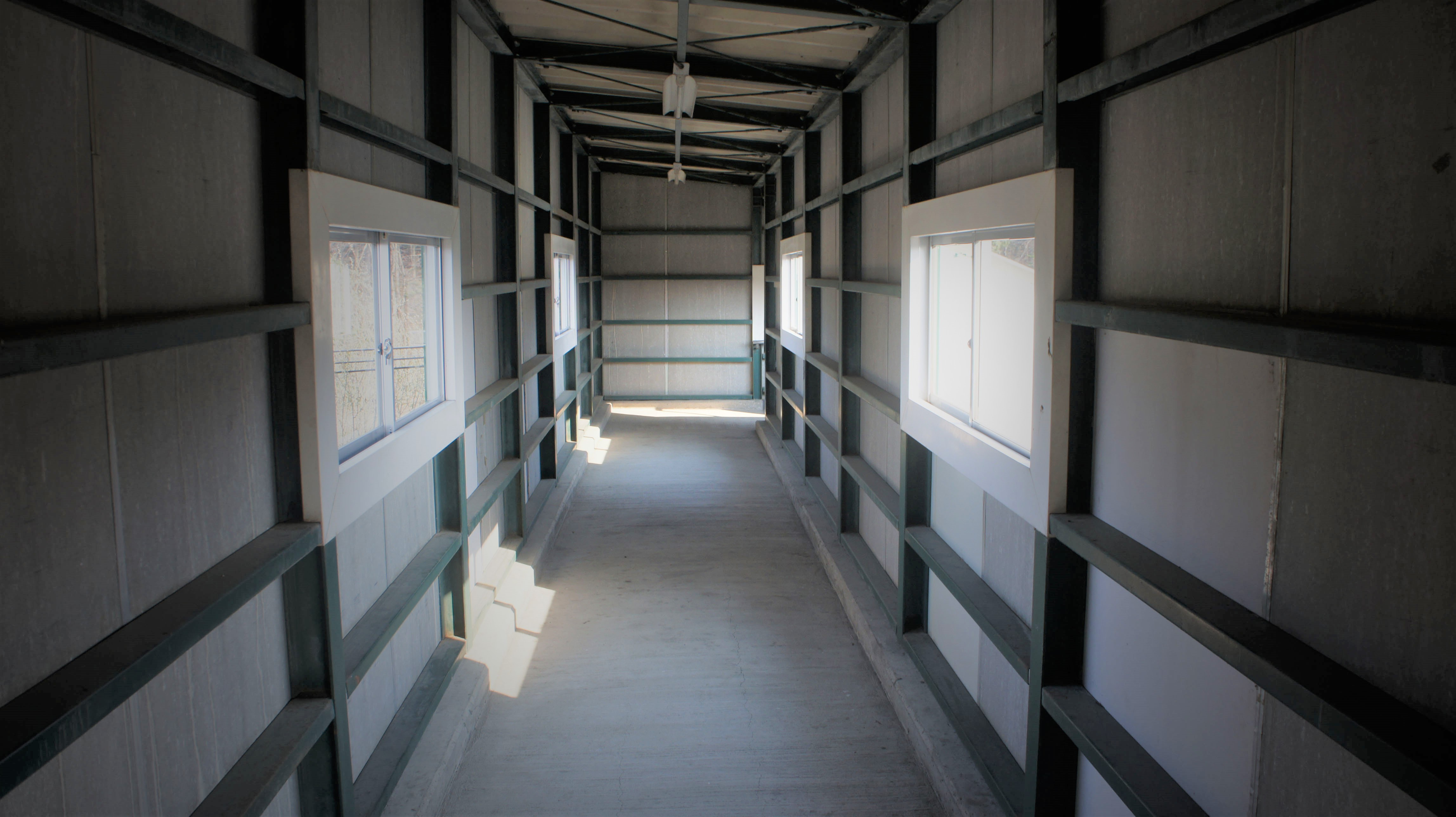
跨線天橋（2018年4月）

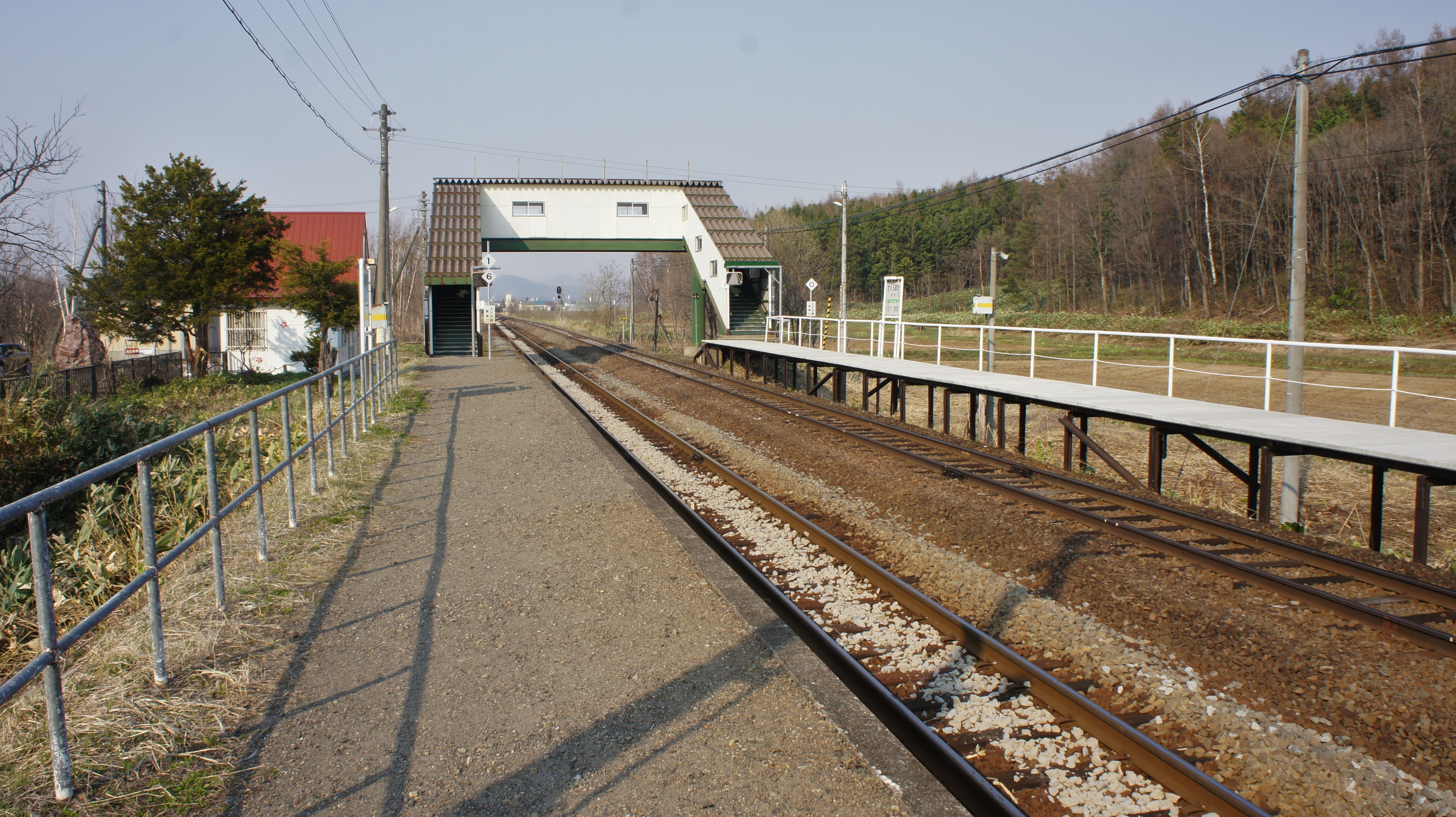
月台（2018年4月）

本站為擁有相對式月台2面2線的地面車站，並設置簡易站房，月台間則透過跨線人行天橋連接。本站為無人站，站內設有自動售票機。

## 車站周邊
- 上野農場（上野ファーム，徒步需時約10分鐘）
- 克拉克馬場（クラークホースガーデン）

## 歷史
- 1922年（大正11年）11月4日 - 以日本國有鐵道之車站身份啟用。
- 1962年（昭和37年）11月1日 - 廢止貨運業務。
- 1983年（昭和58年）1月10日 - 取消行李托運服務。
- 1987年（昭和62年）4月1日 - 日本國鐵分割民營化，車站劃歸由JR北海道繼承。
- 時間不詳 - 廢除簡易委託，車站無人化。

## 相鄰車站
北海道旅客鐵道（JR北海道）
■石北本線
特別快速「北見」
通過
普通
東旭川（A32）－（※）北日之出（A33）－櫻岡（A34）－當麻（A35）
（※）一部分列車通過北日之出站。

## 外部連結
- （日語）JR北海道 – 櫻岡車站 （页面存档备份，存于）
- （日語）全驛參觀之旅 （页面存档备份，存于）